# CFA Member Association Champions League
Die Chinese Football Association Member Association Champions League ist die viertklassige Fußballliga der Volksrepublik China. Die Liga steht unter der Schirmherrschaft des Chinesischen Fußballverbands. Seit 2014 gibt es einen freiwilligen Auf- und Abstieg zwischen der China Amateur Football League und der China League Two. Vor der Saison 2006 lautete der Name der Liga „Chinese Football Association Bing League“, von 2006 bis 2017 „China Amateur Football League“.